# Coppa del Brasile 2000
La Coppa del Brasile 2000 (ufficialmente in portoghese Copa do Brasil 2000) è stata la 12ª edizione della Coppa del Brasile.
È stata l'edizione che ha avuto il maggior numero di partecipanti, 69. A differenza di tutte le altre edizioni le squadre hanno partecipato su invito della CBF ad eccezione del Gama, ammesso tramite sentenza giuridica a seguito della constatazione, prima nei tribunali sportivi e poi in quelli ordinari, della retrocessione subita nel campionato precedente.

## Formula
Partite a eliminazione diretta con gare di andata e ritorno. In caso di pareggio nei tempi regolamentari, passa la squadra che ha realizzato il maggior numero di gol fuori casa. Nel caso non sia possibile determinare un vincitore con la regola dei gol fuori casa, sono previsti i tiri di rigore.
Nel primo e secondo turno se la squadra che gioca la prima partita in trasferta vince con 2 o più gol di scarto, è automaticamente qualificata al turno successivo senza dover disputare la gara di ritorno. Le 5 squadre che partecipano alla Coppa Libertadores 2000 (Atlético Mineiro, Atlético Paranaense, Corinthians, Juventude e Palmeiras) accedono dagli ottavi di finale, saltando i primi tre turni.

## Partecipanti
| Squadra            | Città          | Stato               |
| ------------------ | -------------- | ------------------- |
| 4 de Julho         | Piripiri       | Piauí               |
| ABC                | Natal          | Rio Grande do Norte |
| América-RN         | Natal          | Rio Grande do Norte |
| América-MG         | Belo Horizonte | Minas Gerais        |
| Americano          | Campos         | Rio de Janeiro      |
| Atlético Mineiro   | Belo Horizonte | Minas Gerais        |
| Athl. Paranaense   | Curitiba       | Paraná              |
| Avaí               | Florianópolis  | Santa Catarina      |
| Bahia              | Salvador       | Bahia               |
| Baré               | Boa Vista      | Roraima             |
| Botafogo           | Rio de Janeiro | Rio de Janeiro      |
| Botafogo-PB        | João Pessoa    | Paraíba             |
| Botafogo-SP        | Ribeirão Preto | San Paolo           |
| Caxias             | Caxias do Sul  | Rio Grande do Sul   |
| Ceará              | Fortaleza      | Ceará               |
| Comercial-MS       | Campo Grande   | Mato Grosso do Sul  |
| Confiança          | Aracaju        | Sergipe             |
| Corinthians        | San Paolo      | San Paolo           |
| Coritiba           | Curitiba       | Paraná              |
| CRB                | Maceió         | Alagoas             |
| Cruzeiro           | Belo Horizonte | Minas Gerais        |
| CSA                | Maceió         | Alagoas             |
| Dom Pedro          | Guará          | Distretto Federale  |
| Figueirense        | Florianópolis  | Santa Catarina      |
| Flamengo           | Rio de Janeiro | Rio de Janeiro      |
| Fluminense         | Rio de Janeiro | Rio de Janeiro      |
| Fortaleza          | Fortaleza      | Ceará               |
| Gama               | Gama           | Distretto Federale  |
| Goiás              | Goiânia        | Goiás               |
| Grêmio             | Porto Alegre   | Rio Grande do Sul   |
| Guarani            | Campinas       | San Paolo           |
| Independência      | Rio Branco     | Acre                |
| Internacional      | Porto Alegre   | Rio Grande do Sul   |
| Interporto         | Porto Nacional | Tocantins           |
| Ji-Paraná          | Ji-Paraná      | Rondônia            |
| Juventude          | Caxias do Sul  | Rio Grande do Sul   |
| Maranhão           | São Luís       | Maranhão            |
| Nacional-AM        | Manaus         | Amazonas            |
| Náutico            | Recife         | Pernambuco          |
| Palmeiras          | San Paolo      | San Paolo           |
| Paraná             | Curitiba       | Paraná              |
| Paysandu           | Belém          | Pará                |
| Pinheiros-RO       | Rolim de Moura | Rondônia            |
| Poções             | Poções         | Bahia               |
| Ponte Preta        | Campinas       | San Paolo           |
| Portuguesa         | San Paolo      | San Paolo           |
| Remo               | Belém          | Pará                |
| Rio Branco-ES      | Vitória        | Espírito Santo      |
| Rio Negro          | Manaus         | Amazonas            |
| River              | Teresina       | Piauí               |
| Sampaio Corrêa     | São Luís       | Maranhão            |
| San Paolo          | San Paolo      | San Paolo           |
| Santa Cruz         | Recife         | Pernambuco          |
| Santos             | Santos         | San Paolo           |
| Santos-AP          | Macapá         | Amapá               |
| São Raimundo-AM    | Manaus         | Amazonas            |
| Sergipe            | Aracaju        | Sergipe             |
| Serra              | Serra          | Espírito Santo      |
| Sinop              | Sinop          | Mato Grosso         |
| Sport Recife       | Recife         | Pernambuco          |
| Treze              | Campina Grande | Paraíba             |
| Ubiratan           | Dourados       | Mato Grosso do Sul  |
| União Rondonópolis | Rondonópolis   | Mato Grosso         |
| URT                | Patos de Minas | Minas Gerais        |
| Vasco da Gama      | Rio de Janeiro | Rio de Janeiro      |
| Vasco da Gama-AC   | Rio Branco     | Acre                |
| Vila Nova          | Goiânia        | Goiás               |
| Vitória            | Salvador       | Bahia               |
| Ypiranga-AP        | Macapá         | Amapá               |

## Risultati

### Primo turno
Andata 9, 14, 15, 16, 22 e 23 marzo 2000, ritorno 15, 17, 23, 24, 29 e 30 marzo 2000.
| Squadra 1      | Totale      | Squadra 2        | Andata | Ritorno |
| -------------- | ----------- | ---------------- | ------ | ------- |
| URT            | 1-3         | Fluminense       | 1-1    | 0-2     |
| Americano      | 2-3         | Paraná           | 1-1    | 1-2     |
| Gama           | 2-5         | Cruzeiro         | 1-1    | 1-4     |
| Interporto     | 0-8         | Bahia            | 0-8    | -       |
| Treze          | 1-3         | ABC              | 0-1    | 1-2     |
| Pinheiros-RO   | 0-2         | Vitória          | 0-2    | -       |
| Ji-Paraná      | 4-2         | Vasco da Gama-AC | 2-1    | 2-1     |
| Sergipe        | 3-2         | Vila Nova        | 3-2    | 0-0     |
| 4 de Julho     | 3-4         | Fortaleza        | 2-1    | 1-3     |
| CRB            | 1-2         | Santa Cruz       | 0-1    | 1-1     |
| Independência  | 2-1         | Baré             | 1-0    | 1-1     |
| Santos-AP      | 0-6         | Remo             | 0-0    | 0-6     |
| Náutico        | 3-1         | CSA              | 2-1    | 1-0     |
| Sampaio Corrêa | gfc 1-1     | Ceará            | 0-0    | 1-1     |
| América-RN     | 1-1 4-2 dcr | Sport Recife     | 0-1    | 1-0     |
| Paysandu       | 1-2         | Maranhão         | 0-1    | 1-1     |
| Caxias         | 4-2         | Avaí             | 1-1    | 3-1     |
| Nacional-AM    | 2-2 4-2 dcr | Rio Negro        | 1-1    | 1-1     |
| Confiança      | 0-5         | Goiás            | 0-1    | 0-4     |
| Ypiranga-AP    | 1-3         | São Raimundo-AM  | 0-0    | 1-3     |

### Secondo turno
Andata 15, 16, 22, 29 marzo, 5, 6 e 12 aprile 2000, ritorno 29 marzo, 5, 12, 19, 20 e 27 aprile 2000.
| Squadra 1          | Totale      | Squadra 2       | Andata | Ritorno |
| ------------------ | ----------- | --------------- | ------ | ------- |
| Botafogo-PB        | 1-3         | Vasco da Gama   | 1-3    | -       |
| Poções             | 1-5         | Coritiba        | 1-5    | -       |
| Rio Branco-ES      | 1-6         | Botafogo        | 1-1    | 0-5     |
| River              | 1-2         | Flamengo        | 1-1    | 0-1     |
| Ubiratan           | 1-6         | Sinop           | 1-1    | 0-5     |
| União Rondonópolis | 0-4         | Grêmio          | 0-4    | -       |
| Ji-Paraná          | 1-5         | Bahia           | 1-0    | 0-5     |
| ABC                | 3-1         | Vitória         | 1-0    | 2-1     |
| Serra              | 0-3         | Santos          | 0-3    | -       |
| Figueirense        | 1-4         | Guarani         | 1-1    | 0-3     |
| Dom Pedro          | 1-6         | Ponte Preta     | 1-2    | 0-4     |
| América-MG         | 5-6         | Portuguesa      | 3-2    | 2-4     |
| Botafogo-SP        | 2-4         | Internacional   | 2-1    | 0-3     |
| Santa Cruz         | 3-4         | Fluminense      | 1-1    | 2-3     |
| Comercial-MS       | 2-4         | San Paolo       | 2-1    | 0-3     |
| Paraná             | 0-2         | Cruzeiro        | 0-2    | -       |
| Independência      | 2-7         | São Raimundo-AM | 1-1    | 1-6     |
| Maranhão           | 2-1         | Fortaleza       | 2-1    | 0-0     |
| Nacional-AM        | 4-4 gfc     | Remo            | 3-2    | 1-2     |
| América-RN         | 4-3         | Sampaio Corrêa  | 2-1    | 2-2     |
| Náutico            | 2-2 4-5 dcr | Goiás           | 1-1    | 1-1     |
| Caxias             | gfc 2-2     | Sergipe         | 1-0    | 1-2     |

### Terzo turno
Andata 25, 27 aprile, 3 e 4 maggio 2000, ritorno 3, 4, 9 e 10 maggio 2000.
| Squadra 1     | Totale      | Squadra 2       | Andata | Ritorno |
| ------------- | ----------- | --------------- | ------ | ------- |
| Internacional | 3-3 gfc     | Botafogo        | 2-2    | 1-1     |
| Guarani       | 3-5         | Flamengo        | 0-2    | 3-3     |
| Vasco da Gama | 2-1         | Ponte Preta     | 1-1    | 1-0     |
| Sinop         | 0-6         | San Paolo       | 0-4    | 0-2     |
| Bahia         | 6-3         | São Raimundo-AM | 5-0    | 1-3     |
| ABC           | 2-2 4-3 dcr | Goiás           | 1-1    | 1-1     |
| Caxias        | 2-9         | Cruzeiro        | 1-3    | 1-6     |
| Portuguesa    | 4-1         | Grêmio          | 0-0    | 4-1     |
| Coritiba      | 1-2         | Santos          | 0-1    | 1-1     |
| Remo          | 4-6         | América-RN      | 2-0    | 2-6     |
| Maranhão      | 1-7         | Fluminense      | 1-1    | 0-6     |

### Ottavi di finale
Andata 24, 25 maggio e 1º giugno 2000, ritorno 31 maggio, 1º e 8 giugno 2000.
| Squadra 1  | Totale      | Squadra 2        | Andata | Ritorno |
| ---------- | ----------- | ---------------- | ------ | ------- |
| Cruzeiro   | 4-3         | Athl. Paranaense | 2-1    | 2-2     |
| Bahia      | 2-4         | Flamengo         | 1-3    | 1-1     |
| Juventude  | 1-6         | Santos           | 1-3    | 0-3     |
| América-RN | 3-6         | San Paolo        | 1-3    | 2-3     |
| Fluminense | gfc 3-3     | Vasco da Gama    | 1-1    | 2-2     |
| Botafogo   | 3-1         | Corinthians      | 1-0    | 2-1     |
| Portuguesa | 0-0 1-4 dcr | Atlético Mineiro | 0-0    | 0-0     |
| ABC        | 4-4 gfc     | Palmeiras        | 3-3    | 1-1     |

### Quarti di finale
Andata 15, 21 e 24 giugno 2000, ritorno 21, 22, 24 e 27 giugno 2000.
| Squadra 1  | Totale  | Squadra 2        | Andata | Ritorno |
| ---------- | ------- | ---------------- | ------ | ------- |
| Cruzeiro   | 3-2     | Botafogo         | 3-2    | 0-0     |
| Fluminense | 5-5 gfc | Atlético Mineiro | 3-3    | 2-2     |
| Flamengo   | 2-8     | Santos           | 0-4    | 2-4     |
| San Paolo  | 5-3     | Palmeiras        | 2-1    | 3-2     |

### Semifinali
Andata 29 giugno 2000, ritorno 2 luglio 2000.
| Squadra 1 | Totale | Squadra 2        | Andata | Ritorno |
| --------- | ------ | ---------------- | ------ | ------- |
| Cruzeiro  | 4-2    | Santos           | 2-0    | 2-2     |
| San Paolo | 6-3    | Atlético Mineiro | 3-0    | 3-3     |

### Finale

#### Andata
| Arbitro: | Pereira da Silva |

| |            | |
| · Rogério Ceni P · Belletti D · Edmílson D · Rogério Pinheiro D · Fábio Aurélio D · Alexandre C · Fabiano C · Maldonado C · Raí C · Edu C · Marcelinho Paraíba C · Sandro Hiroshi A · Carlos Miguel C · França A | Formazioni | · P André · D Rodrigo · D Cris · D Cléber · D Sorín · D Alonso · C Donizete Oliveira · C Ricardinho · C Marcos Paulo · C Jackson · C Viveros · A Geovanni · A Müller · A Oséas |
| Levir Culpi | Allenatori | Marco Aurélio |

#### Ritorno
| Arbitro: | Simon |

| |            | |
| Fábio Júnior 80’ Geovanni 90’ | Marcatori  | 65’ Marcelinho Paraíba |
| · André P · Rodrigo D · Fábio Júnior A · Cris D · Cléber D · Sorín D · Viveros C · Donizete Oliveira C · Ricardinho C · Marcos Paulo C · Jackson C · Müller A · Geovanni A · Oséas A | Formazioni | · P Rogério Ceni · D Belletti · D Edmílson · D Rogério Pinheiro 89’ · D Fábio Aurélio · C Alexandre · C Axel · C Maldonado · C Raí · C Marcelinho Paraíba · A Edu · C Fabiano · A França · C Carlos Miguel |
| Marco Aurélio | Allenatori | Levir Culpi |

Cruzeiro vincitore della Coppa del Brasile 2000 e qualificato per la Coppa Libertadores 2001.

## Classifica marcatori
| Pos. | Giocatore          | Squadra    | Gol |
| ---- | ------------------ | ---------- | --- |
| 1    | Oséas              | Cruzeiro   | 10  |
| 2    | Robinho            | Remo       | 7   |
| 3    | Agnaldo            | Fluminense | 6   |
| 3    | Dodô               | Santos     | 6   |
| 3    | Fábio Júnior       | Cruzeiro   | 6   |
| 3    | Leonardo           | ABC        | 6   |
| 7    | França             | San Paolo  | 5   |
| 7    | Leandro Amaral     | Portuguesa | 5   |
| 7    | Marcelinho Paraíba | San Paolo  | 5   |
| 7    | Marcos Paulo       | Bahia      | 5   |
| 7    | Ricardo            | América-RN | 5   |
| 7    | Roger              | Fluminense | 5   |
| 7    | Uéslei             | Bahia      | 5   |